# تسرنا بارا (ولاسوتینتسه)
تسرنا بارا (به صربی: Crna Bara) یک منطقهٔ مسکونی در صربستان است که در ولاسوتینتسه واقع شده‌است. تسرنا بارا ۲۲۴ نفر جمعیت دارد.